# Hans Liljedahl
Hans Gustaf Liljedahl  (ur. 17 kwietnia 1913 w Sztokholmie, zm. 9 listopada 1991 w Lidingö) – szwedzki strzelec sportowy. Brązowy medalista olimpijski z Helsinek.
Zawody w 1952 były jego pierwszymi igrzyskami olimpijskimi. Zajął trzecie miejsce w trapie, wyprzedzili go Kanadyjczyk George Genereux i  rodak Knut Holmqvist. W 1947 był indywidualnie złotym medalistą mistrzostw świata w trapie oraz srebrnym w konkurencji „biegnący jeleń” (100 m, strzał podwójny). W 1956 zajął na igrzyskach ósme miejsce (ponownie trap).